# Hula (film)
Hula este un film de comedie american din 1927 regizat de Victor Fleming. Rolurile principale sunt interpretate de actorii Clara Bow, Clive Book, Arlette Marchal și Albert Gran.

## Distribuție
- Clara Bow - Hula Calhoun
- Clive Book - Anthony Haldane
- Arlette Marchal - doamna Bane
- Arnold Kent - Harry Dehan